# Pleione × lagenaria
Pleione × lagenaria är en hybrid i släktet Pleione och familjen orkidéer. Den är en hybrid mellan P. maculata och P. praecox och beskrevs av John Lindley och Joseph Paxton.

## Utbredning
Växten förekommer i Assam i Indien, västra Yunnan i Kina och i Thailand. Den odlas även som krukväxt i andra delar av världen.